# Margaret Barrand
Margaret Barrand (* 1940, geborene Margaret Semple) ist eine ehemalige englische Badmintonspielerin. 

## Karriere
Margaret Barrand gewann 1962 die Scottish Open gefolgt von den US Open und den Irish Open 1963. 1964 und 1965 war sie nochmals bei den US Open erfolgreich. 1966  gewann sie ihren einzigen nationalen Titel im Damendoppel mit Angela Bairstow.

## Sportliche Erfolge
| Saison | Veranstaltung                  | Disziplin   | Platz | Name                                           |
| ------ | ------------------------------ | ----------- | ----- | ---------------------------------------------- |
| 1962   | Scottish Open                  | Damendoppel | 1     | Ursula Smith / Margaret Barrand                |
| 1963   | US Open                        | Mixed       | 1     | Sangob Rattanusorn / Margaret Barrand          |
| 1963   | Irish Open                     | Mixed       | 1     | Kenneth Derrick / Margaret Barrand             |
| 1964   | US Open                        | Mixed       | 1     | Channarong Ratanaseangsuang / Margaret Barrand |
| 1964   | Scottish Open                  | Damendoppel | 1     | Angela Bairstow / Margaret Barrand             |
| 1965   | US Open                        | Mixed       | 1     | Robert McCoig / Margaret Barrand               |
| 1965   | Irish Open                     | Mixed       | 1     | John Havers / Margaret Barrand                 |
| 1965   | Canadian Open                  | Mixed       | 1     | Robert McGoig / Margaret Barrand               |
| 1965   | US Open                        | Damendoppel | 1     | Margaret Barrand / Jennifer Pritchard          |
| 1965   | England: Einzelmeisterschaften | Mixed       | 1     | Roger Mills / Margaret Barrand                 |
| 1966   | Scottish Open                  | Damendoppel | 1     | Angela Bairstow / Margaret Barrand             |
| 1966   | England: Einzelmeisterschaften | Damendoppel | 1     | Angela Bairstow / Margaret Barrand             |